# 铜岭铜矿遗址
铜岭铜矿遗址位于中国江西省瑞昌市夏畈镇铜岭村上，1991年被评为全国十大考古新发现之一，2001年被列为第五批全国重点文物保护单位，2007年被列入中国世界文化遗产预备名单。
铜岭铜矿遗址东西长约1千米，南北宽约0.5千米。经四次考古发掘，清理出矿井107口、巷道20条、露采坑6处、采矿场1处。出土文物表明，铜岭铜矿的开采年代从商代前期一直延续至战国，是中国目前所发现的开采年代最早的一处矿山。
- 孔雀石
- 铜锛
- 木铲